# Крашево-Фалькі
Крашево-Фалькі (пол. Kraszewo-Falki) — село в Польщі, у гміні Рацьонж Плонського повіту Мазовецького воєводства.
Населення — 131 особа (2011).
У 1975-1998 роках село належало до Цехановського воєводства.

## Демографія
Демографічна структура станом на 31 березня 2011 року:
|          | Загалом | Допрацездатний вік | Працездатний вік | Постпрацездатний вік |
| -------- | ------- | ------------------ | ---------------- | -------------------- |
| Чоловіки | 67      | 17                 | 42               | 8                    |
| Жінки    | 64      | 17                 | 32               | 15                   |
| Разом    | 131     | 34                 | 74               | 23                   |